# Microdon dimorphon
Microdon dimorphon är en tvåvingeart som beskrevs av Ferguson 1926. Microdon dimorphon ingår i släktet myrblomflugor, och familjen blomflugor. Inga underarter finns listade i Catalogue of Life.